# Ripalta Arpina
Ripalta Arpina es una localidad y comune italiana de la provincia de Cremona, región de Lombardía, con 1.026 habitantes.

## Evolución demográfica
| Gráfica de evolución demográfica de Ripalta Arpina entre 1861 y 2001 |
|                                                                      |
| Fuente ISTAT - elaboración gráfica de Wikipedia                      |